# Souk El Fekka

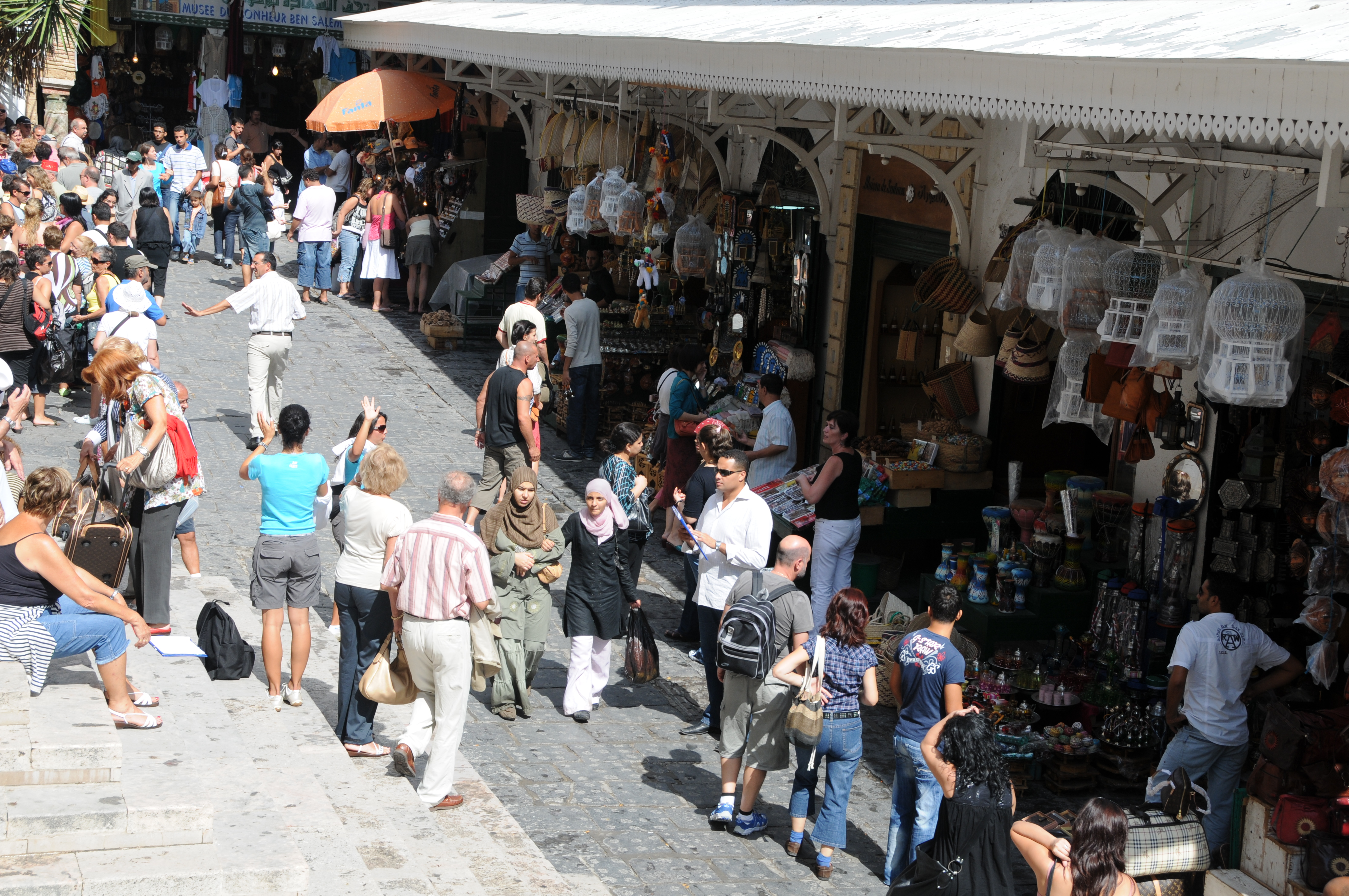
Vue du souk El Fekka

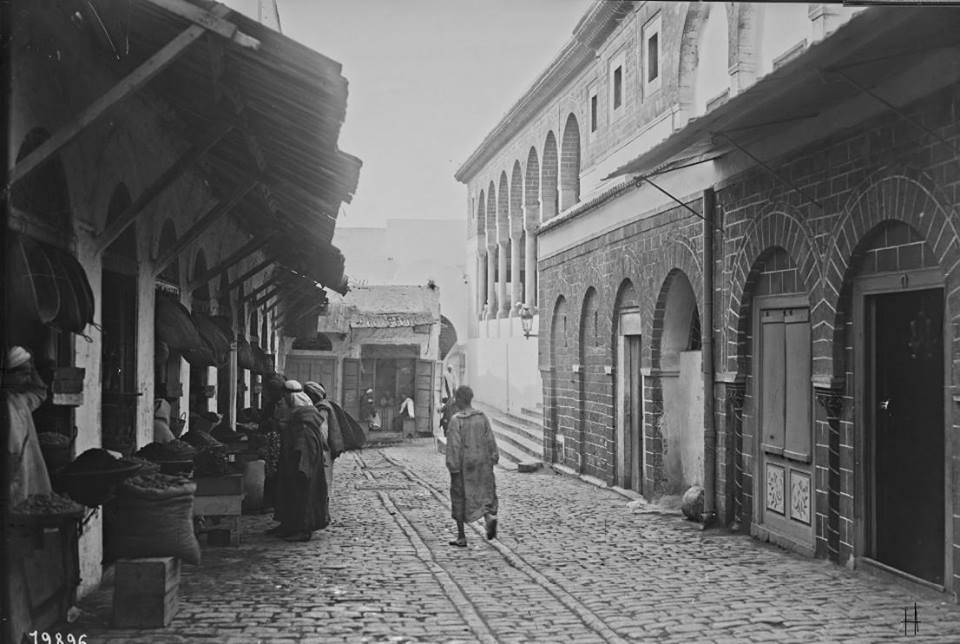
Photo ancienne du souk El Fekka

Le souk El Fekka (arabe : سوق الفكة) est l'un des souks de la médina de Tunis.

## Localisation
Il se trouve directement devant la mosquée Zitouna, à proximité immédiate du souk El Attarine.

## Produits
C’est là que l’on achète les ingrédients nécessaires à la préparation des gâteaux présents à toutes les fêtes, comme lors de la naissance, de la circoncision, du mariage ou de l’Aïd el-Fitr qui marque la fin du mois du ramadan.
On y trouve ainsi des amandes, noix, pistaches et raisins secs dans des couffins, alors que sur les rayons s’alignent les bouteilles de sirops d’amande ou de pistache appelés rouzata, de l’espagnol orchata.